# کبریان
کَبَریان (Capparidaceae/Capparaceae) تیره‌ای از کلم‌سانان است با برگ‌های متناوب یا ساده یا منقسم پنجه‌ای که به‌صورت علفی یا درختچه‌ای راست یا بالارونده و پیچان یا درختی دیده می‌شوند.
گیاهان تیره کبر با ظاهر متفاوت علفی یا بندرت درختچه یا درخت مانند می‌باشند و چون از نظر مشخصات ساختمان گل شباهت بسیار به Cruciferaeها را دارند از این جهت آنها را نوعی از تیره اخیر متعلق به نواحی گرم نیز ذکر می‌نمایند. پراکندگی آنها بیشتر در مناطق گرم و حدود خارجی آنها نواحی معتدله است در بین آنها انواع معدودی نیز یافت می‌شود که در نواحی معتدله می‌رویند.
این گیاهان برگهائی متناوب، فاقد استپیول یا شامل آن ولی به صورت خار و گلهائی نر - ماده، معمولاً منظم و شامل ۴ کاسبرگ و ۴ گلبرگ هستند (شباهت به شب‌بویان) از مشخصات آنها این است که نهنج گل آنها اغلب به صورت استطاله ای دراز در می‌آید. پرچم‌های آنها به تعداد ۴ یا ۶ (شباهت به شب‌بویان) و مادگی آنها غالباً مرکب از ۲ برچه یا بیشتر واقع در انتهای استطاله ای دراز است. میوه آنها به اشکال مختلف پوشینه، خورجین مانند سته یا شفت و محتوی دانه‌های بدون آلبومن است. در اعضای مختلف گیاهان این تیره سلولهای واجد میروزین (به وضع منفرد یا مجتمع) و همچنین گلوکزیدهائی وجود دارد که بر اثر تجزیه موجب پیدایش اسانس‌هایی شبیه اسانس گیاهان تیره شب‌بویان می‌گردد.